# Pediobius foveolatus
Pediobius foveolatus (лат.) — вид паразитических наездников, обитающий на территории Индии, Японии, Италии и Юго-Восточной Азии. Для борьбы с сельскохозяйственными вредителями, интродуцирован в Северную Америку, однако не может пережить там холодные зимы. Паразитирует на личинках Epilachna borealis и мексиканского бобового жука, откладывая в них около 20 яиц. Вылупляясь, личинки наездника съедают своего хозяина, прогрызают дырочку и выползают наружу. Период взросления составляет примерно 15 дней. Длина насекомого 1—2 мм, они не причиняют никакого вреда людям и другим полезным насекомым за исключением рода Epilachna.